# Revilla de Collazos
Revilla de Collazos ist ein Ort und eine nordspanische Gemeinde (municipio) mit 75 Einwohnern (Stand: 2024) in der Provinz Palencia der Autonomen Gemeinschaft Kastilien-León.

## Lage und Klima
Revilla de Collazos liegt in der altkastilischen Meseta in einer Höhe von ca. 930 m. Die Provinzhauptstadt Palencia befindet sich gut 65 km (Fahrtstrecke) südlich. Das Klima im Winter ist kühl, im Sommer dagegen trotz der Höhenlage gemäßigt bis warm; Niederschläge (ca. 693 mm/Jahr) fallen überwiegend im Winterhalbjahr.

## Bevölkerungsentwicklung
| Jahr      | 1970 | 1981 | 1991 | 2001 | 2011 | 2021 |
| Einwohner | 230  | 154  | 117  | 83   | 84   | 78   |

## Sehenswürdigkeiten

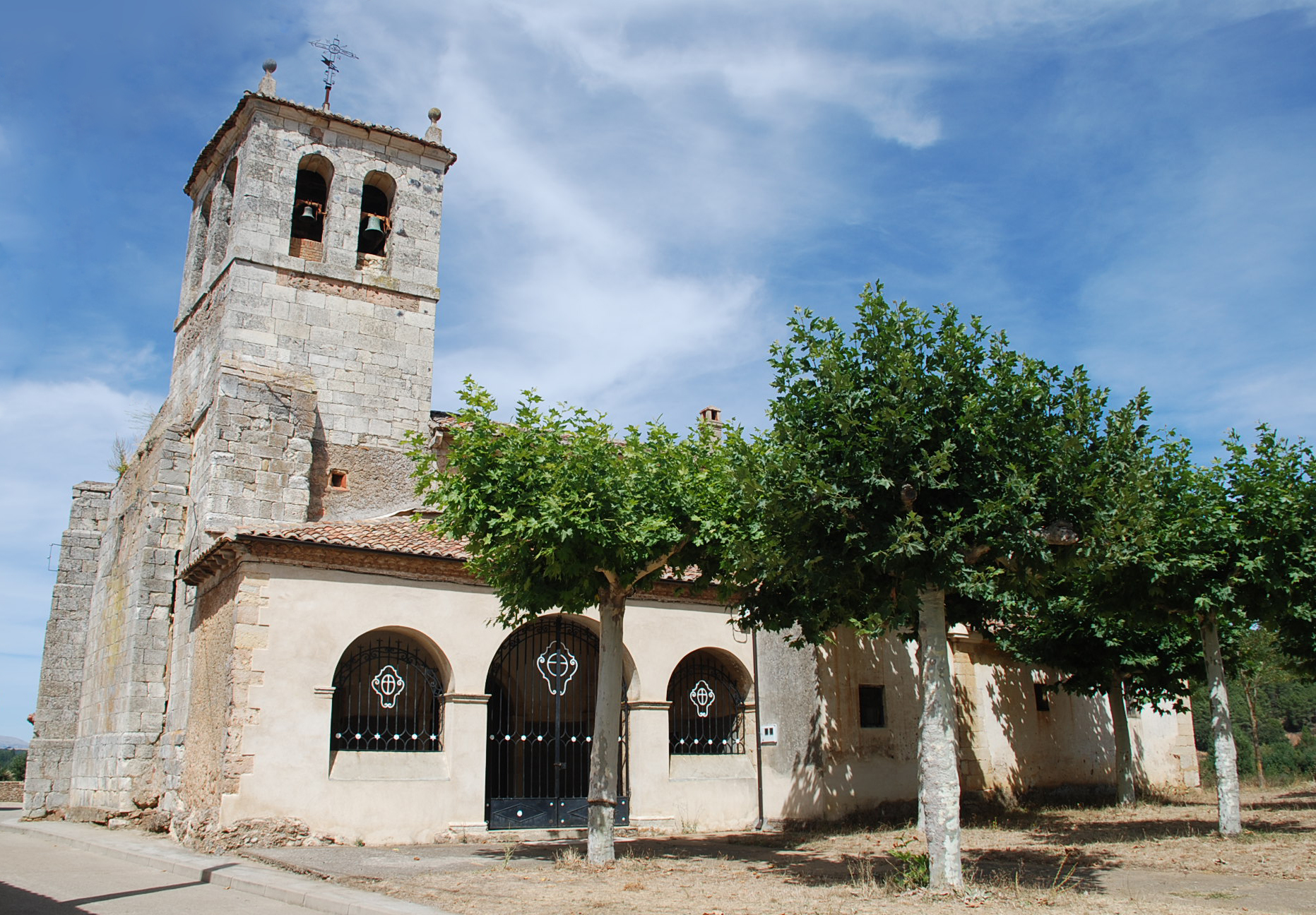
Andreaskirche
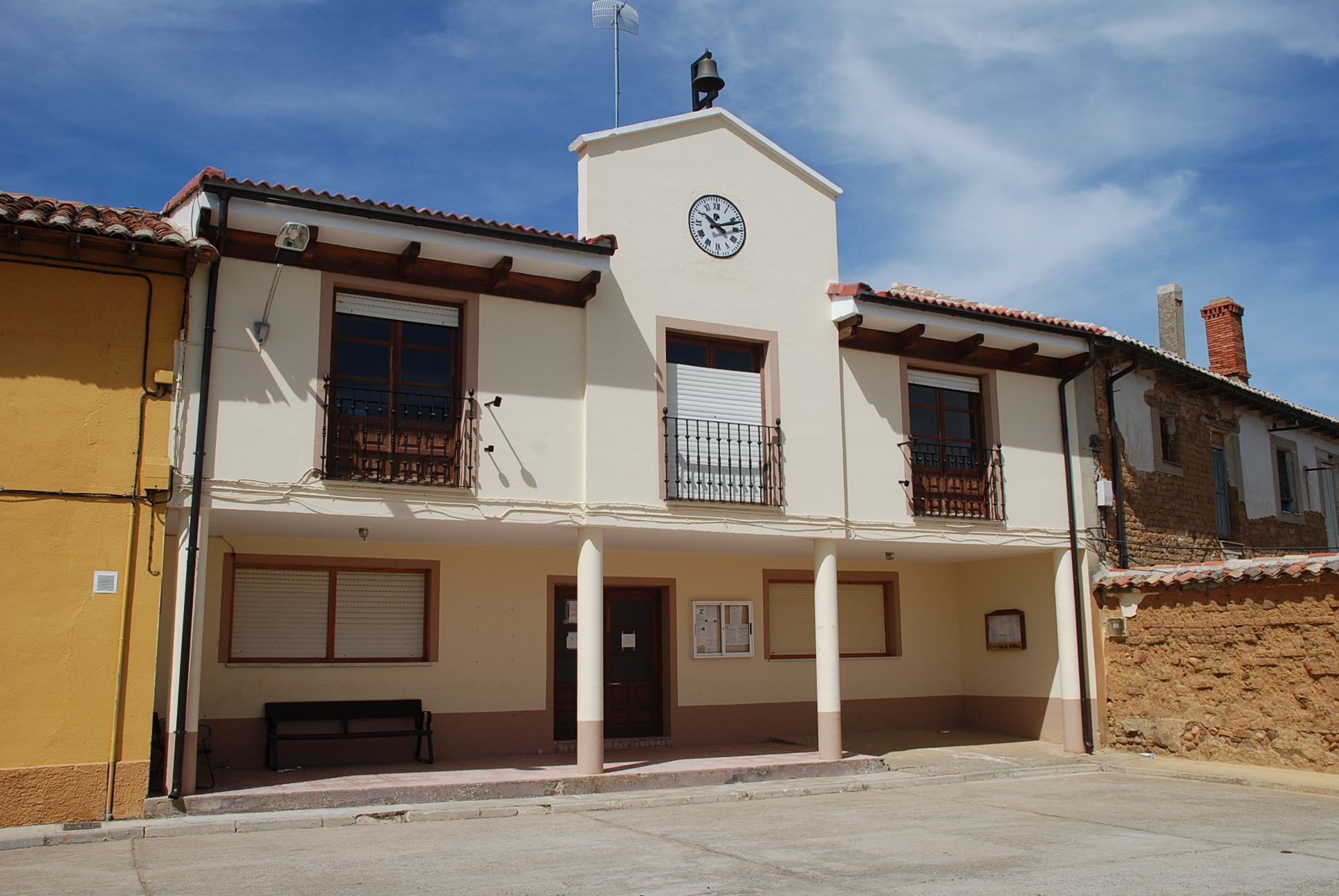
Rathaus

- Andreaskirche
- Rathaus